# Système universitaire de documentation
Le Système universitaire de documentation, en abrégé Sudoc est un catalogue collectif alimenté par l'ensemble des bibliothèques universitaires françaises et de nombreux établissements documentaires de recherche. Il recense les documents en leur possession afin de permettre aux usagers d'effectuer des bibliographies, de localiser des ouvrages pour le cas échéant, effectuer des demandes de prêt entre bibliothèques (PEB).
L'Agence bibliographique de l'enseignement supérieur (Abes) est chargée du maintien et du développement du Sudoc ainsi que de l'animation des réseaux de production de données bibliographiques.

## Historique du projet Sudoc

### Origine du projet
Entre avril 1992 et janvier 1993, la sous-direction des bibliothèques (ministère de l'Enseignement Supérieur) produit un schéma directeur informatique du réseau des bibliothèques universitaires, dont la mise en œuvre opérationnelle débute en 1995. C'est l'Abes, créée en 1994 à cette fin, qui est chargée de la maîtrise d'ouvrage du projet, le CNUSC - qui devient le CINES en 1999 - étant chargé de l'exploitation matérielle.
Le marché initial s'étale sur la période 1997-2003.

### Les données originales
Jusqu'à la fin des années 1990, les bibliothèques universitaires françaises appartenaient à des réseaux de catalogage partagés distincts :
- BN-OPale - catalogage au format Unimarc ;
- Sibil-France[N 1] - utilisé à l'origine en Suisse, le réseau français est apparu en 1983-1984[6]. Au moment de l'intégration dans le Sudoc, 1,6 million de notices produites dans des formats divers (Intermarc, Unimarc et Usmarc) ont été intégrées ;
- Auroc (OCLC) - catalogage au format USMarc.

Dès 1991, les notices disponibles dans ces trois entrepôts de données (hormis celles décrivant les périodiques) avaient été rassemblés dans un catalogue collectif : le Pancatalogue. À la différence de ce qui deviendra le Sudoc, le Pancatalogue constituait une fusion de données produites mais pas un instrument de catalogage. À l'époque, aucun instrument de catalogage ne permettait de traiter un tel volume de données.
Le périmètre initial du projet Sudoc intégrait également :
- le catalogue du CCN-PS : catalogue collectif national des publications en série ;
- Téléthèses : base de signalement des thèses lancée en 1983 et intégrée au Sudoc dès 1999[8] ;
- RAMEAU[9].

### Principales étapes
En 1995, un cahier des charges est rédigé afin de définir les fonctionnalités attendues, à savoir un catalogue unique contenant tous types de documents, associé à un réseau de catalogage et de fourniture de documents.
Sur la base de ce cahier des charges, un appel d'offres sur performances est lancé, marché que remportera la société néerlandaise PICA (Project Integrated Catalog Automation), partageant la maîtrise d'œuvre avec la société Bull.
En mai 1998, sept sites pilotes (Grenoble 2 et 3, Le Mans, Lille 3, Lyon 2, Nice, Perpignan et Rennes 2) sont choisis parmi 27 candidats. À partir d'octobre 1998, ces établissements travailleront avec les équipes de l'Abes et du prestataire. Cette expérimentation s'achève en juillet 2000 par une réunion des coordinateurs des sites pilotes, des représentants de l'Abes, de Pica-Bull, du CINES et des réseaux de catalogage de monographies. À cette date, la base contient 5 085 405 références.
Le déploiement se fera en plusieurs phases, en fonction du réseau de catalogage des établissements :
- BN-Opale (janvier à juin 2001) ;
- SIBIL (mars à septembre 2001) ;
- AUROC-OCLC (mai 2001 à janvier 2002).

Ces opérations se termineront par le chargement d'établissements « hors sources » (octobre 2001 à mars 2002).
À la suite de ce premier déploiement achevé en mars 2002, le réseau Sudoc est constitué de 113 établissements, soit environ 700 bibliothèques et près de 2 000 postes professionnels déployés. Au 1er septembre 2003, un nouveau cercle d'une trentaine d'établissements rejoindra le réseau portant le nombre de participants à 140 établissements, soit 918 bibliothèques. L'extension du réseau continuera d'année en année (23 nouveaux en 2005, 6 en 2007, 8 en 2012…).
En 2020, le réseau Sudoc est composé de 163 établissements documentaires – en tant que « structures administratives signataires d’une convention de participation » – ce qui représente 1 536 bibliothèques.

### L'interface publique
Le catalogue Sudoc a ouvert au public le 3 avril 2000 avec 3,5 millions de notices.
Ce lancement officiel - acté par l'arrêté du 22 février 2001 portant création du site « sudoc.abes.fr » : « La finalité principale de ce site est la mise à disposition gratuite du catalogue collectif de tous les types de documents détenus par les bibliothèques françaises de l'enseignement supérieur avec leur localisation ».
Quelques mois après cette ouverture, le Sudoc enregistrait 1 600 connexions par jour. En 2001, 1 113 065 connexions seront enregistrées. En 2015, 1,9 million de connexions ont été enregistrées.

## Le catalogue Sudoc public

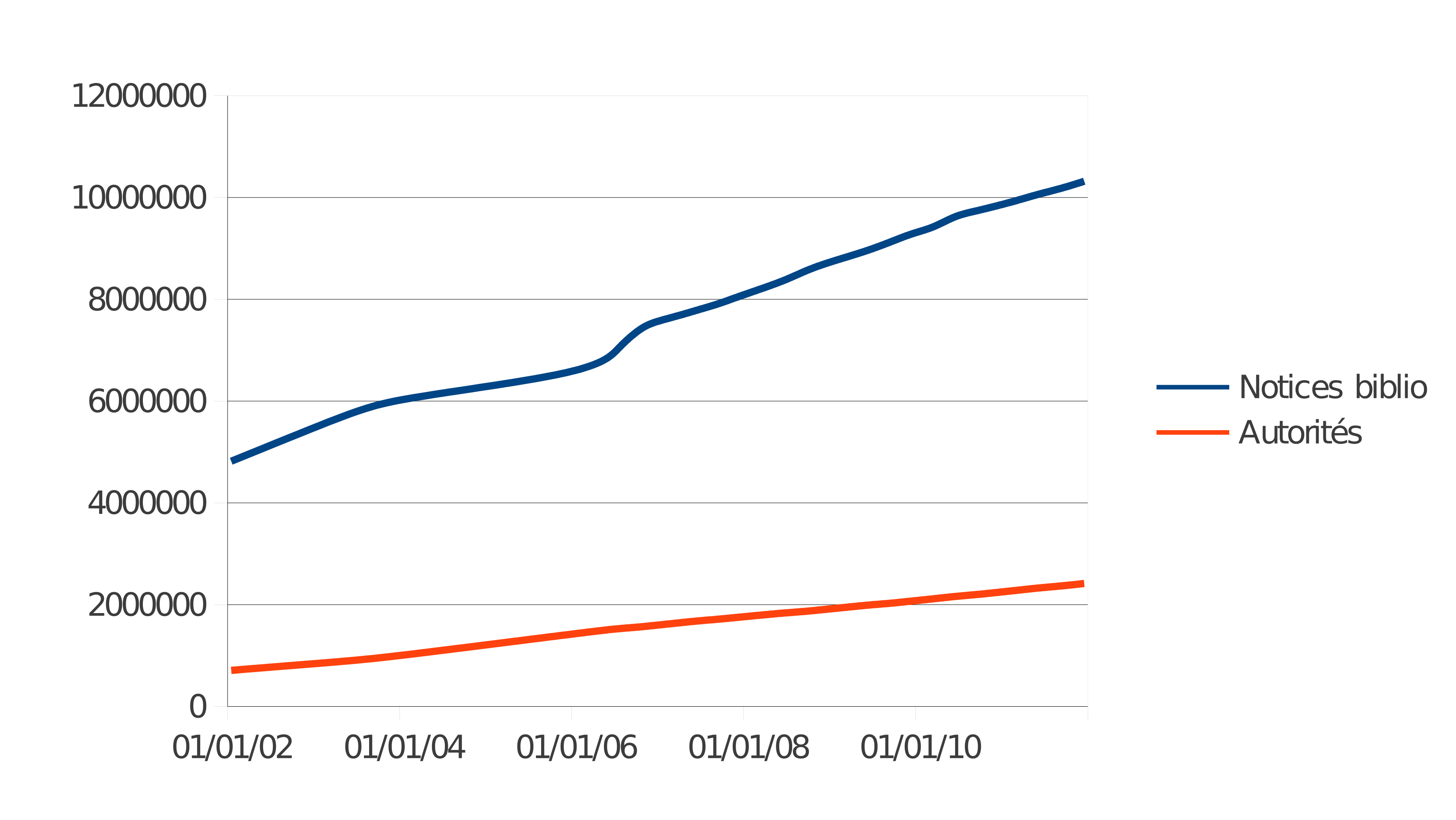
Évolution du nombre de notices bibliographiques (courbe bleue) et notices d'autorités (courbe orange).

En octobre 2018, le catalogue Sudoc public donne accès à :
- plus de 15 millions de notices bibliographiques (monographies, thèses, périodiques et autres types de documents) ;
- environ 41 millions d'exemplaires, localisés[21] dans les bibliothèques membres des réseaux Sudoc ou Sudoc-PS ;
- plus de 3 millions de notices d'autorités ;
- un répertoire des bibliothèques décrivant environ 3 500 bibliothèques (coordonnées, collections notables, services…).

Les statistiques relatives à l'utilisation des catalogues et à la production de données dans le Sudoc par les réseaux Sudoc, Sudoc-PS et Supeb sont effectuées via l'outil de pilotage Webstats.
À l'origine, l'encodage des caractères était effectué dans un format propriétaire, posant problème aux bibliothèques pour la description des fonds en écriture non latines. Depuis 2005, le système permet l'encodage en caractères Unicode (UTF-8).

### Accès aux données
En complément de l'interface publique conçue pour écran d'ordinateur, une version mobile destinée aux téléphones et tablettes, développée dans le cadre d'une coopération entre l'Abes et l'université numérique Paris Île-de-France (UNPIdF), a été disponible entre octobre 2011 et janvier 2020.
À l'exception des données provenant d'ISSN International, les données du catalogue Sudoc, placées sous licence Etalab, sont réutilisables. Elles sont accessibles librement :
- à l'aide du protocole Z39.50[25] ;
- via des web services ;
- à l'aide de logiciels bibliographiques (de type : EndNote, Refworks et Zotero).

Ces différentes méthodes d'accès aux données du Sudoc ont permis leur réutilisation par d'autres outils de signalement dans différents contextes :
- depuis 2001 : la base Sudoc alimente le CCFr[1] ;
- 31 octobre 2006 : signature d'un accord de licence avec Google. Les données du Sudoc alimentant les résultats de Google Scholar, elles sont visibles via l'interface de Google Scholar en avril 2007[26] ;
- 2009 : sous réserve d'une adhésion des établissements à OCLC, les données des établissements du réseau Sudoc visibles via le catalogue mondial Worldcat[27].

### Aspects techniques

#### Infrastructure informatique
Le cœur du catalogue Sudoc repose sur la base de données « CBS ».
Les catalogueurs des réseaux Sudoc et Sudoc PS utilisent l'application de catalogage client WinIBW.
Les données sont hébergées au CINES dans le cadre d'un conventionnement. Depuis 2003, les serveurs fonctionnent sur un système Unix.

#### Normes et formats
Bien que le format Unimarc soit le format retenu pour le catalogage dans le Sudoc, les données sont accessibles dans plusieurs formats pour répondre aux besoins locaux.
Elles sont également accessibles en MarcXML, différents webservices permettant l'exploitation des données de la base miroir du Sudoc en XML.
Une exposition des données Sudoc en RDF a été mise au point en 2011.
Depuis 2012, l'Abes copilote avec la BnF le programme « Transition Bibliographique », visant à exploiter au mieux les données bibliographiques sur le web des données.

#### Transferts réguliers
Le réseau Sudoc fonctionne selon deux niveaux : la base centrale Sudoc et les systèmes locaux.
Au sein des bibliothèques membres du réseau, les catalogueurs produisent des données dans la base centrale à l'aide du logiciel de catalogage WinIBW. À intervalles réguliers, les données produites sont envoyées aux établissements pour intégration dans leur SIGB local.
Ces transferts fonctionnent avec une quinzaine de SIGB provenant de 11 prestataires différents. Lors de la mise en place du Sudoc, les fournisseurs de SIGB ont développé des routines génériques pour adapter les systèmes aux spécificités des différents sites pilotes.
Les membres du réseau peuvent recevoir leurs notices aux formats Unimarc ou Marc 21, encodées en UTF-8 ou ISO 5426.

#### Gestion des exemplaires
L'application web « Colodus » permet aux utilisateurs authentifiés d'effectuer la gestion des exemplaires (création, modification et suppression) liés aux notices bibliographiques du catalogue Sudoc. Le logiciel WinIBW, du même que l'éditeur PICA, permet également de gérer les exemplaires.

## Organisation des réseaux

### Le réseau Sudoc
L'Abes dispose de précieux relais dans le réseau d'établissements documentaires qu'il anime : les coordinateurs, secondés par des correspondants catalogage, des correspondants autorité et des formateurs relais. Les opérations de catalogage effectuées dans le Sudoc se répartissent en 15-20 % de création et 80-85 % de localisations.
Les correspondants du réseau échangent via différentes listes de discussion, disposent d'une offre de formation importante (en présentiel et à distance), sont tenus informés des évolutions (des métadonnées bibliographiques et des applications) et sont régulièrement invités à participer aux groupes de travail, des enquêtes ou des dispositifs Qualité.
Chaque année, sont organisées les Journées Abes, journées d'étude et de rencontres professionnelles permettant de faire le point sur les actualités et les évolutions du métier.

### Le réseau Sudoc-PS
Complémentaire du réseau Sudoc, le réseau Sudoc-PS (publications en série) possède un rayon d'action plus large. Créé en 2002, le réseau Sudoc-PS se situe dans la continuité du réseau de CCN-PS - catalogage collectif national des publications en série. De ce fait, près de 2 000 bibliothèques non universitaires s'ajoutent aux établissements d'enseignement supérieur. Le réseau Sudoc-PS est structuré autour d'une trentaine de centres régionaux (CR) :
- 22 localisés en province avec une couverture régionale ;
- 10 localisés en Île-de-France et ayant une couverture thématique ;
- le centre ISSN France, implanté à la BnF.

### Le réseau de signalement des Autorités
Depuis 2015, avec la mise en production du référentiel IdRef, les notices d'autorité Sudoc sont produites à partir d'autres applications de signalement documentaire (STAR et Calames) gérées par l'Abes. Ces données ouvertes sont partagées avec différentes infrastructures de valorisation de la recherche à l'échelle nationale (ORI-OAI, HAL…) ou internationale (ORCID,…).

### Le réseau SUPEB - Prêt entre Bibliothèques
Le Sudoc prend en charge les opérations de prêt entre bibliothèques (PEB). Ces opérations, informatisées depuis 1987, sont gérées par le module Supeb intégré à WinIBW. Supeb désignant à la fois l'outil et le réseau de bibliothèques utilisant cet outil.
Depuis 2007, une baisse continue des transactions de PEB est observée : d'environ 215 000 demandes émises en 2007, 135 000 en 2013 à moins de 75 000 en 2017,.

## Projets connexes

### Le portail Abes
Le 1er mars 2005, l'Abes ouvrait le portail « Sudoc ». Développé par la société Archimed, le portail « Sudoc » permettait d'effectuer des recherches fédérées interrogeant simultanément les données des catalogues Sudoc et BnF ainsi que diverses bases de données bibliographiques et en texte intégral. Le portail « Sudoc » proposait également des contenus issus de moissonnages OAI-PMH (Persée, TEL…)  ainsi que des contenus « externes » accédés en temps réel via les protocoles de type Z39.50, SRU/SRW ou via  Web services (Bibliothèque du Congrès, ScienceDirect…).
À la suite du constat d'un relatif insuccès auprès des établissements des réseaux, une décision du Conseil d'Administration du 6 juin 2008 a acté la fermeture de la plateforme au 1er octobre 2008.